# Associazione Calcio Nuova Maceratese 1998-1999
Questa pagina raccoglie le informazioni riguardanti l'Associazione Calcio Nuova Maceratese nelle competizioni ufficiali della stagione 1998-1999.

## Rosa
| N. |                   | Ruolo | Calciatore               |
| -- | ----------------- | ----- | ------------------------ |
|    | Italia (bandiera) | P     | Andrea Aquilanti         |
|    | Italia (bandiera) | C     | Alan Carlet              |
|    | Italia (bandiera) | A     | Salmon Carnevali         |
|    | Italia (bandiera) |       | Carretucci               |
|    | Italia (bandiera) | D     | Mauro Cellini            |
|    | Italia (bandiera) | A     | Lorenzo Cerbella         |
|    | Italia (bandiera) | D     | Stefano Colantuono (cap) |
|    | Italia (bandiera) | C     | Alessandro Cossa         |
|    | Italia (bandiera) | C     | Andrea Cursio            |
|    | Italia (bandiera) | C     | Andrea D'Angelo          |
|    | Italia (bandiera) | C     | Alessandro Di Matteo     |
|    | Italia (bandiera) | C     | Ulisse Di Pietro         |
|    | Italia (bandiera) |       | Fava                     |
|    | Italia (bandiera) | D     | Salvatore Fusco          |
|    | Italia (bandiera) | A     | Fabio Gentili            |

| N. |                   | Ruolo | Calciatore          |
| -- | ----------------- | ----- | ------------------- |
|    | Italia (bandiera) |       | Ginestra            |
|    | Italia (bandiera) | C     | Giuseppe Lo Polito  |
|    | Italia (bandiera) | D     | Michele Moscetta    |
|    | Italia (bandiera) | P     | Francesco Palmieri  |
|    | Italia (bandiera) | D     | Roberto Ricca       |
|    | Italia (bandiera) | D     | Massimo Savio       |
|    | Italia (bandiera) | C     | Emanuele Scirocco   |
|    | Italia (bandiera) | C     | Cristiano Signorini |
|    | Italia (bandiera) | C     | Alessandro Tatomir  |
|    | Italia (bandiera) | C     | Claudio Tomassoni   |
|    | Italia (bandiera) | P     | Mauro Valentini     |
|    | Italia (bandiera) | D     | Gaetano Vastola     |
|    | Italia (bandiera) | A     | Marco Vivian        |
|    | Italia (bandiera) | D     | Diego Zanin         |